# 良永康平
良永 康平（よしなが こうへい、1957年 - ）は、日本の経済学者。専門は経済統計学。関西大学経済学部教授。博士（経済学）（関西大学）。一橋大学経済研究所客員教授、関西大学経済学部長、関西大学副学長、経済統計学会事務局長等を歴任。

## 人物・経歴
桐朋高等学校を経て、1981年一橋大学経済学部卒業。1983年一橋大学大学院経済学研究科修士課程修了。指導教官は関恒義。同博士課程を経て、1986年一橋大学経済学部助手。1987年日本学術振興会特別研究員。1989年関西大学経済学部専任講師。1992年関西大学経済学部助教授。1998年経済統計学会事務局長。1999年関西大学経済学部教授。2002年『ドイツ産業連関分析論』で博士（経済学）の学位を取得。2004年環太平洋産業連関分析学会運営委員。2010年一橋大学経済研究所客員教授。2014年関西大学経済学部長・大学院経済学研究科長。2016年関西大学副学長、総務省産業連関技術会議委員。専門は経済統計学。

## 著作

### 著書
- 『FORTRAN経済学』（久保庭眞彰編著, 有田富美子、長谷部勇一, 松江由美子と共著）東洋経済新報社 1989年
- 『産業連関の日独総合比較研究』 関西大学 1997年
- 『統計学へのアプローチ : 情報化時代の統計利用』（岩井浩, 藤岡光夫と共編著）ミネルヴァ書房 1999年
- 『国際産業連関表によるEU統合過程の分析』関西大学 2000年
- 『ドイツ産業連関分析論』関西大学出版部 2001年
- 『95改定ESA産業連関表によるEU国際産業連関表の作成とEU統合分析』関西大学 2003年
- 『よくわかる統計学〈2〉経済統計編』（御園謙吉と共編）ミネルヴァ書房 2007年、第2版2011年
- 『21世紀のエコキャンパス創造 : 関西大学 (学生・教員) からの発信』（木庭元晴, 吉田宗弘と共編）関西大学生活協同組合 2012年

### 訳書
- C.シュターマー他著『1990年物的産業連関表』法政大学日本統計研究所 1998年
- C.シュターマー著『環境の経済計算 : ドイツにおける新展開』ミネルヴァ書房 2000年
- C.シュターマー編著『持続可能な社会への2つの道 : 産業連関表で読み解く環境と社会・経済』ミネルヴァ書房 2006年